# Oliver Ingrosso
Oliver Salvatore Gustavo Wahlgren Ingrosso, född  30 december 1989 i Högalids församling, Stockholm, är en svensk discjockey, musikproducent och krögare.

## Biografi
Oliver Ingrosso släppte sin första progressiv house-EP iTrack med Tim Bergling (Avicii) och Otto Knows och han har samarbetat med namn som Tiësto, Armin van Buuren, Swedish House Mafia, Adrian Lux, Mandy och Adam Beyer.  Sedan dess har han turnerat utanför Sverige och bland annat spelat tillsammans med Swedish House Mafia, där den äldre kusinen Sebastian Ingrosso varit och fortfarande är hans läromästare.
Oliver Ingrosso har också medverkat i filmen Ciao Bella i rollen som Enrico. Han krediterades i filmen som Oliver Wahlgren-Ingrosso.
2022 öppnade Ingrosso sin första restaurang OLLI Ristorante som ligger i Stockholm. I oktober 2024 släppte han, tillsammans med sina yngre syskon Bianca och Benjamin, det italienska matmärket Mino som har fokus på italiensk mat och italienska råvaror. 

### Familj
Oliver Ingrosso är son till dansaren Emilio Ingrosso och artisten Pernilla Wahlgren. Han har tillsammans med flickvännen Zoe-Fay Brown två söner, som föddes år 2023 respektive 2025.

## Diskografi
- iTrack EP (Tim Bergling Oliver Ingrosso & Otto Knows, 2010) (Stealth Records)
- "Gino" (Oliver Ingrosso, Tim Bergling, Otto Knows, 2010)
- "LoopeDe" (Tim Bergling vs. Oliver Ingrosso & Otto Knows, 2010)
- "Run Away" (Kate Ryan feat. Tim Bergling, Oliver Ingrosso & Otto Knows, 2012)
- "Somebody" (Oliver Ingrosso & Adam Avant, 2017)
- "Legend" (2019) (Manaton Records)
- "Memories" (Oliver Ingrosso & Philip Sorrentino, 2019) (Manaton Records)
- "Digital" (2021) (Manaton Records)

Ingrosso har även ett alias som han släpper tyngre house under, namnet Oling som även är Ingrossos smeknamn
Under Oling:
- "Confusion Say" (Oling & Philip Sorrentino, 2021) (Manaton Records)

## Filmografi
- Ciao Bella - Enrico (2007)